# アイドルマスタープロジェクト
アイドルマスタープロジェクトは、ハセガワの販売するプラモデルのシリーズで、『エースコンバット6』と『THE IDOLM@STER』のコラボ機体である通称「アイマス機」を1/72と1/48のスケールでモデル化している。

## 概要
「アイマス機」は、家庭用ゲーム機Xbox 360のソフトである『エースコンバット6 解放への戦火』のダウンロードコンテンツで、同じくXbox 360の『THE IDOLM@STER』のキャラクターが描かれた機体である。全て実在の戦闘機または攻撃機であるが、実機の塗装とは全く異なり、鮮やかなキャラクターのイメージ色で塗装された機体の上面と垂直尾翼にキャラクターが大きく描かれ、さらに全面に渡ってライン、文字、星や花などのマーキングが施されている。塗装のみでなく、ゲーム中では弾薬搭載量がキャラクターの身長とスリーサイズに対応したものとなり、飛行特性もキャラクターの性格を反映して通常の機体とは異なっている。ハセガワは、この「痛車」ならぬ「痛戦闘機」とも言える機体を、既存の製品に新たなデカールなどを付属させて商品化している。機体はイメージ色で成型され、マーキングは発色の良いシルクスクリーン印刷のデカールで再現されている。また全て限定生産品で、再生産は原則として行われない。
F-2やF-15Eなどの既に製品化されていた機体は、従来の金型を使用し成型色を変えて対応しているが、1/48スケールのF-22 『天海春香』仕様は完全な新規製作のキットであり話題を呼んだ。米空軍仕様の発売に先行してアイマス機が発売されたことに対してはスケールモデラーからの抗議や批判もあったが、社内でもアイマス機を先に発売することへの反対意見は多く、商品化決定までは紆余曲折があったとされる。
2010年3月には、第1期の終了が表明されたが、2010年5月の静岡ホビーショーでは早くも第2期の開始が公表された。第2期ではハセガワがモデル化していない機体については、ハセガワが輸入代理店となっているアメリカレベルとドイツレベル、さらにロシアのズベズダの製品も使用することでラインアップの充実を図っている。このほか、2011年1月から『エースコンバット6』に登場しない、『SP』961プロ仕様（プロジェクト・フェアリー仕様）の戦闘機3機が発売され、さらに同年3月に新規金型で発売された「Su-33 フランカーD 星井美希」で、スケールを問わなければ全員分の機体のプラモデル化が完了した。引き続き2011年5月より第3期がスタートし、同年9月発売の「ラファールM 水瀬伊織」で、1/72スケールではデカールのみが雑誌の付録として付けられた「F-16C 双海真美」を除く全機の製品化が完了した（2012年4月に、「パール仕様補完計画」の最終機体で「双海真美」機も1/72モデル化され、1/72スケールでは(「覚醒美希(星井美希覚醒Ver.)」を含めた)765プロの全女性メンバー(音無小鳥は正確には「アイドルではなく事務員」)の機体が編成されている）。
その後も商品展開は続いており、「アイドルマスター2プロジェクト」と題し、『エースコンバット アサルト・ホライゾン』に登場する『THE IDOLM@STER 2』仕様の戦闘機の商品展開がなされている。

## 製品一覧
2014年12月時点で発売済みもしくは公式発表済みの製品を下記に示す。

### 第1期
| No. | 品番  | 機体                           | キャラクター | 縮尺 | 発売       | 備考                     |
| --- | ----- | ------------------------------ | ------------ | ---- | ---------- | ------------------------ |
| 1   | SP267 | 三菱F-2A                       | 双海亜美     | 1/72 | 2009年9月  | 直接通信販売終了         |
| 2   | SP268 | 三菱F-2A                       | 双海亜美     | 1/48 | 2009年11月 | 契約終了                 |
| 3   | SP269 | F-15E ストライクイーグル       | 如月千早     | 1/48 | 2009年12月 | 契約終了                 |
| 4   | SP270 | F-14D トムキャット             | 三浦あずさ   | 1/48 | 2009年12月 | 契約終了                 |
| 5   | SP271 | F-22 ラプター                  | 天海春香     | 1/48 | 2009年12月 | 新金型/契約終了          |
| 6   | SP272 | F-16C ファイティングファルコン | 双海真美     | 1/48 | 2009年12月 | 契約終了                 |
| 7   | SP273 | F-15E ストライクイーグル       | 如月千早     | 1/72 | 2010年2月  | 凹筋彫・直接通信販売終了 |
| 8   | SP274 | F-14D トムキャット             | 三浦あずさ   | 1/72 | 2010年2月  | 凹筋彫                   |
| 9   | SP275 | F-117A ナイトホーク            | 萩原雪歩     | 1/72 | 2010年3月  |                          |

### 第2期
| No. | 品番  | 機体                       | キャラクター | 縮尺 | 発売       | 備考                         |
| --- | ----- | -------------------------- | ------------ | ---- | ---------- | ---------------------------- |
| 10  | SP276 | F/A-18F スーパーホーネット | 秋月律子     | 1/48 | 2010年5月  |                              |
| 11  | SP277 | A-10A サンダーボルトII     | 音無小鳥     | 1/48 | 2010年5月  | 米レベル製                   |
| 12  | SP278 | F-117A ナイトホーク        | 萩原雪歩     | 1/48 | 2010年7月  | 米レベル製                   |
| 13  | SP279 | ミラージュ 2000            | 高槻やよい   | 1/48 | 2010年9月  | 米レベル製                   |
| 14  | SP280 | Su-47 ベールクト           | 星井美希     | 1/72 | 2010年10月 | ズベズダ製・直接通信販売終了 |
| 15  | SP281 | タイフーンII               | 菊地真       | 1/48 | 2010年11月 | 独レベル製                   |
| 16  | SP282 | F-22 ラプター              | 天海春香     | 1/72 | 2010年12月 | 独レベル製                   |
| 17  | SP283 | ラファールM                | 水瀬伊織     | 1/48 | 2010年12月 | 独レベル製                   |
| 21  | SP290 | Su-33 フランカーD          | 星井美希     | 1/72 | 2011年3月  | 新金型                       |

### 特別編
| No. | 品番  | 機体                       | キャラクター        | 縮尺 | 発売      | 備考                               |
| --- | ----- | -------------------------- | ------------------- | ---- | --------- | ---------------------------------- |
| 18  | SP287 | F-4EJ改 スーパーファントム | 星井美希（961プロ） | 1/72 | 2011年1月 | ゲーム本編未登場                   |
| 19  | SP288 | AV-8B ハリアーIIプラス     | 我那覇響（961プロ） | 1/72 | 2011年2月 | ゲーム本編未登場・直接通信販売終了 |
| 20  | SP289 | J35J ドラケン              | 四条貴音（961プロ） | 1/72 | 2011年3月 | ゲーム本編未登場                   |

### 第3期
| No. | 品番  | 機体                       | キャラクター | 縮尺 | 発売      | 備考       |
| --- | ----- | -------------------------- | ------------ | ---- | --------- | ---------- |
| 22  | SP284 | A-10A サンダーボルトII     | 音無小鳥     | 1/72 | 2011年5月 |            |
| 23  | SP285 | ミラージュ 2000            | 高槻やよい   | 1/72 | 2011年6月 | イタレリ製 |
| 24  | SP292 | タイフーンII               | 菊地真       | 1/72 | 2011年7月 | 独レベル製 |
| 25  | SP293 | F/A-18F スーパーホーネット | 秋月律子     | 1/72 | 2011年8月 |            |
| 26  | SP295 | ラファールM                | 水瀬伊織     | 1/72 | 2011年9月 | イタレリ製 |

### パール仕様補完計画
| No. | 品番  | 機体                                                 | キャラクター | 縮尺 | 発売      | 備考   |
| --- | ----- | ---------------------------------------------------- | ------------ | ---- | --------- | ------ |
| 27  | SP299 | F-15E ストライクイーグル（パール仕様デカール）       | 如月千早     | 1/72 | 2012年2月 | 凹筋彫 |
| 28  | SP296 | F-2A（パール仕様デカール）                           | 双海亜美     | 1/72 | 2012年3月 |        |
| 29  | SP300 | F-16C ファイティングファルコン（パール仕様デカール） | 双海真美     | 1/72 | 2012年4月 |        |

### アイドルマスター2
| No. | 品番  | 機体                     | キャラクター | 縮尺 | 発売       | 備考   |
| --- | ----- | ------------------------ | ------------ | ---- | ---------- | ------ |
| 30  | SP301 | F-15E ストライクイーグル | 如月千早     | 1/72 | 2012年5月  | 凹筋彫 |
| 31  | SP302 | F-22 ラプター            | 双海亜美     | 1/72 | 2012年6月  |        |
| 32  | SP303 | Su-33D フランカーD       | 星井美希     | 1/72 | 2012年7月  |        |
| 33  | SP306 | タイフーンII             | 菊地真       | 1/72 | 2012年8月  |        |
| 34  | SP307 | ミラージュ 2000          | 高槻やよい   | 1/72 | 2012年9月  |        |
| 35  | SP308 | F-117 ナイトホーク       | 萩原雪歩     | 1/72 | 2012年10月 |        |

### モデル化対応表
| ゲーム登場       | 機体                           | キャラクター        | 1/48       | 1/72       | 1/72（パールデカール） | アイドルマスター2 | 備考 |
| ---------------- | ------------------------------ | ------------------- | ---------- | ---------- | ---------------------- | ----------------- | ---- |
| 2007年11月       | Su-33 フランカーD              | 星井美希            | -          | 2011年3月  | -                      | 2012年7月         |      |
| 2007年12月       | F-117A ナイトホーク            | 萩原雪歩            | 2010年7月  | 2010年3月  | -                      | 2012年10月        |      |
| 2008年1月        | Su-47 ベールクト               | 星井美希（覚醒）    | -          | 2010年10月 | -                      | -                 |      |
| 2008年2月        | F-15E ストライクイーグル       | 如月千早            | 2009年12月 | 2010年2月  | 2012年2月              | 2012年5月         |      |
| 2008年3月        | F-22 ラプター                  | 天海春香            | 2009年12月 | 2010年12月 | -                      | 2012年6月         |      |
| 2008年3月        | ミラージュ 2000                | 高槻やよい          | 2010年9月  | 2011年6月  | -                      | 2012年9月         |      |
| 2008年4月        | ラファールM                    | 水瀬伊織            | 2010年12月 | 2011年9月  | -                      | -                 |      |
| 2008年5月        | 三菱F-2A                       | 双海亜美            | 2009年11月 | 2009年9月  | 2012年3月              | -                 |      |
| 2008年5月        | F-16C ファイティングファルコン | 双海真美            | 2009年12月 | -          | 2012年4月              | -                 |      |
| 2008年6月        | F/A-18F スーパーホーネット     | 秋月律子            | 2010年5月  | 2011年8月  | -                      | -                 |      |
| 2008年6月        | F-14D トムキャット             | 三浦あずさ          | 2009年12月 | 2010年2月  | -                      | -                 |      |
| 2008年7月        | タイフーンII                   | 菊地真              | 2010年11月 | 2011年7月  | -                      | 2012年8月         |      |
| 2008年7月        | A-10A サンダーボルトII         | 音無小鳥            | 2010年5月  | 2011年5月  | -                      | -                 |      |
| ゲーム本編未登場 | F-4EJ改 スーパーファントム     | 星井美希（961プロ） | -          | 2011年1月  | -                      | -                 |      |
| ゲーム本編未登場 | AV-8B ハリアーIIプラス         | 我那覇響（961プロ） | -          | 2011年2月  | -                      | -                 |      |
| ゲーム本編未登場 | J35J ドラケン                  | 四条貴音（961プロ） | -          | 2011年3月  | -                      | -                 |      |

### 補足
- モデルグラフィックス誌2010年1月号には、ハセガワ製1/72スケールF-16CJ用の『双海真美』機のデカールが付録として付けられていた。このデカールは当時期のハセガワ製の他のアイマス機に付属するものとほぼ同仕様のものであり、F-16の左右を亜美・真美で作成された例が同誌に掲載された。
- ハセガワの1/72スケールのF-14とF-15には、筋彫りが凸で部品数の少ないキットと、筋彫りが凹で部品数の多いキットの2種類があるが、アイドルマスタープロジェクトではどちらも凹筋彫りのキットが使用された。
- 第1期のキットにセットされるデカールでは、ラインや星などのマーキングはソリッドな色で印刷されており、ゲーム中で見られる角度によって煌いて見える効果が再現されていなかったが、第2期以降のキットにセットされるデカールの一部には煌きを表現するためにパール系の顔料が使用されている。
- ゲーム本編未登場のプロジェクト・フェアリー機（F-4EJ改・961プロ美希機、AV-8B ハリアーII＋・我那覇響機、J35Jドラケン・四条貴音機）に関しても、バンダイナムコゲームスのエースコンバットチームによるデザインであるとハセガワのページに記載されている。『エースコンバット インフィニティ』において彼女たちの機体も765プロ仕様に改められ登場したが、貴音の機体として選ばれたのはグリペンであったため、貴音仕様のドラケンがゲームで飛んでいる姿は現状見ることができない（響の機体はハリアーのままである）。
- Su-33も「星井美希」仕様がロシア軍仕様に先行して発売されたが、本機は実機の生産数も少なく、アイマス機としての発売が可能でなければ製品化自体が困難な機体であった。

## 関連書籍
- 「アイドルマスタープロジェクト プラモデルカタログブック」 大日本絵画 2011年7月7日発売 ISBN 978-4499230506